# Eudiscopus denticulus
Eudiscopus · Murin à disques
Genre
Synonymes
- Discopus Osgood, 1932

Espèce
Synonymes
- Discopus denticulus Osgood, 1932

Statut de conservation UICN

 LC  : Préoccupation mineure
Eudiscopus denticulis, le Murin à disques, unique représentant du genre Eudiscopus, est une espèce de chauves-souris de la famille des Vespertilionidae.

## Répartition
Cette espèce se rencontre en Birmanie, au Laos, en Thaïlande et au Viêt Nam.

## Systématique
Le nom valide complet (avec auteur) de ce taxon est Eudiscopus denticulus (Osgood, 1932).
L'espèce a été initialement classée dans le genre Discopus sous le protonyme Discopus denticulus Osgood, 1932.
Ce taxon porte en français le nom vernaculaire ou normalisé suivant : Murin à disques.